# Liste des épisodes d'En analyse

Cet article présente la liste des épisodes de la série télévisée américaine En analyse (In Treatment).

## Première saison (2008)
1. Laura - Semaine 1 - Lundi 9 h du matin (Laura - Week One)
2. Alex - Semaine 1 - Mardi 10 h du matin (Alex - Week One)
3. Sophie - Semaine 1 - Mercredi 16 h (Sophie - Week One)
4. Jake et Amy - Semaine 1 - Jeudi 17 h (Jake and Amy - Week One)
5. Paul et Gina - Semaine 1 - Vendredi 17 h (Paul and Gina - Week One)
6. Laura - Semaine 2 - Lundi 9 h du matin (Laura - Week Two)
7. Alex - Semaine 2 - Mardi 10 h du matin (Alex - Week Two)
8. Sophie - Semaine 2 - Mercredi 16 h (Sophie - Week Two)
9. Jake et Amy - Semaine 2 - Jeudi 17 h (Jake and Amy - Week Two)
10. Paul et Gina - Semaine 2 - Vendredi 17 h (Paul and Gina - Week Two)
11. Laura - Semaine 3 - Lundi 9 h du matin (Laura - Week Three)
12. Alex - Semaine 3 - Mardi 10 h du matin (Alex - Week Three)
13. Sophie - Semaine 3 - Mercredi 16 h (Sophie - Week Three)
14. Jake et Amy - Semaine 3 - Jeudi 17 h (Jake and Amy - Week Three)
15. Paul et Gina - Semaine 3 - Vendredi 17 h (Paul and Gina - Week Three)
16. Laura - Semaine 4 - Lundi 9 h du matin (Laura - Week Four)
17. Alex - Semaine 4 - Mardi 10 h du matin (Alex - Week Four)
18. Sophie - Semaine 4 - Mercredi 16 h (Sophie - Week Four)
19. Jake et Amy - Semaine 4 - Jeudi 17 h (Jake and Amy - Week Four)
20. Paul et Gina - Semaine 4 - Vendredi 17 h (Paul and Gina - Week Four)
21. Laura - Semaine 5 - Lundi 9 h du matin (Laura - Week Five)
22. Alex - Semaine 5 - Mardi 10 h du matin (Alex - Week Five)
23. Sophie - Semaine 5 - Mercredi 16 h (Sophie - Week Five)
24. Jake et Amy - Semaine 5 - Jeudi 17 h (Jake and Amy - Week Five)
25. Paul et Gina - Semaine 5 - Vendredi 17 h (Paul and Gina - Week Five)
26. Laura - Semaine 6 - Lundi 9 h du matin (Laura - Week Six)
27. Alex - Semaine 6 - Mardi 10 h du matin (Alex - Week Six)
28. Sophie - Semaine 6 - Mercredi 16 h (Sophie - Week Six)
29. Jake et Amy - Semaine 6 - Jeudi 17 h (Jake and Amy - Week Six)
30. Paul et Gina - Semaine 6 - Vendredi 17 h (Paul and Gina - Week Six)
31. Laura - Semaine 7 - Lundi 9 h du matin (Laura - Week Seven)
32. Alex - Semaine 7 - Mardi 10 h du matin (Alex - Week Seven)
33. Sophie - Semaine 7 - Mercredi 16 h (Sophie - Week Seven)
34. Jake et Amy - Semaine 7 - Jeudi 17 h (Jake and Amy - Week Seven)
35. Paul et Gina - Semaine 7 - Vendredi 17 h (Paul and Gina - Week Seven)
36. Laura - Semaine 8 - Lundi 9 h du matin (Laura - Week Eight)
37. Alex - Semaine 8 - Mardi 10 h du matin (Alex - Week Eight)
38. Sophie - Semaine 8 - Mercredi 16 h (Sophie - Week Eight)
39. Jake et Amy - Semaine 8 - Jeudi 17 h (Jake and Amy - Week Eight)
40. Paul et Gina - Semaine 8 - Vendredi 17 h (Paul and Gina - Week Eight)
41. Sophie - Semaine 9 - Mercredi 16 h (Sophie - Week Nine)
42. Jake et Amy - Semaine 9 - Jeudi 17 h (Jake and Amy - Week Nine)
43. Paul et Gina - Semaine 9 - Vendredi 17 h (Paul and Gina - Week Nine)

## Deuxième saison (2009)
1. Mia - Première Semaine (Mia - Week One)
2. April - Première Semaine (April - Week One)
3. Oliver - Première Semaine (Oliver - Week One)
4. Walter - Première Semaine (Walter - Week One)
5. Gina - Première Semaine (Gina - Week One)
6. Mia - Deuxième Semaine (Mia - Week Two)
7. April - Deuxième Semaine (April - Week Two)
8. Oliver - Deuxième Semaine (Oliver - Week Two)
9. Walter - Deuxième Semaine (Walter - Week Two)
10. Gina - Deuxième Semaine (Gina - Week Two)
11. Mia - Troisième Semaine (Mia - Week Three)
12. April - Troisième Semaine (April - Week Three)
13. Oliver - Troisième Semaine (Oliver - Week Three)
14. Walter - Troisième Semaine (Walter - Week Three)
15. Gina - Troisième Semaine (Gina - Week Three)
16. Mia - Quatrième Semaine (Mia - Week Four)
17. April - Quatrième Semaine (April - Week Four)
18. Oliver - Quatrième Semaine (Oliver - Week Four)
19. Walter - Quatrième Semaine (Walter - Week Four)
20. Gina - Quatrième Semaine (Gina - Week Four)
21. Mia - Cinquième Semaine (Mia - Week Five)
22. April - Cinquième Semaine (April - Week Five)
23. Oliver - Cinquième Semaine (Oliver - Week Five)
24. Walter - Cinquième Semaine (Walter - Week Five)
25. Gina - Cinquième Semaine (Gina - Week Five)
26. Mia - Sixième Semaine (Mia - Week Six)
27. April - Sixième Semaine (April - Week Six)
28. Oliver - Sixième Semaine (Oliver - Week Six)
29. Walter - Sixième Semaine (Walter - Week Six)
30. Gina - Sixième Semaine (Gina - Week Six)
31. Mia - Septième Semaine (Mia - Week Seven)
32. April - Septième Semaine (April - Week Seven)
33. Oliver - Septième Semaine (Oliver - Week Seven)
34. Walter - Septième Semaine (Walter - Week Seven)
35. Gina - Septième Semaine (Gina - Week Seven)

## Troisième saison (2010)
1. Sunil - Première Semaine (Sunil: Week One)
2. Frances - Première Semaine (Frances: Week One)
3. Jesse - Première Semaine (Jesse: Week One)
4. Adele - Première Semaine (Adele: Week One)
5. Sunil - Deuxième Semaine (Sunil: Week Two)
6. Frances - Deuxième Semaine (Frances: Week Two)
7. Jesse - Deuxième Semaine (Jesse: Week Two)
8. Adele - Deuxième Semaine (Adele: Week Two)
9. Sunil - Troisième Semaine (Sunil: Week Three)
10. Frances - Troisième Semaine (Frances: Week Three)
11. Jesse - Troisième Semaine (Jesse: Week Three)
12. Adele - Troisième Semaine (Adele: Week Three)
13. Sunil - Quatrième Semaine (Sunil: Week Four)
14. Frances - Quatrième Semaine (Frances: Week Four)
15. Jesse - Quatrième Semaine (Jesse: Week Four)
16. Adele - Quatrième Semaine (Adele: Week Four)
17. Sunil - Cinquième Semaine (Sunil: Week Five)
18. Frances - Cinquième Semaine (Frances: Week Five)
19. Jesse - Cinquième Semaine (Jesse: Week Five)
20. Adele - Cinquième Semaine (Adele: Week Five)
21. Sunil - Sixième Semaine (Sunil: Week Six)
22. Frances - Sixième Semaine (Frances: Week Six)
23. Jesse - Sixième Semaine (Jesse: Week Six)
24. Adele - Sixième Semaine (Adele: Week Six)
25. Frances - Septième Semaine (Frances: Week Seven)
26. Sunil - Septième Semaine (Sunil: Week Seven)
27. Jesse - Septième Semaine (Jesse: Week Seven)
28. Adele - Septième Semaine (Adele: Week Seven)

## Quatrième saison (2021)
1. Eladio - Première Semaine (Eladio: Week One)
2. Colin - Première Semaine (Colin: Week One)
3. Laila - Première Semaine (Laila: Week One)
4. Brooke - Première Semaine (Brooke: Week One)
5. Eladio - Deuxième Semaine (Eladio: Week Two)
6. Colin - Deuxième Semaine (Colin: Week Two)
7. Laila - Deuxième Semaine (Laila: Week Two)
8. Brooke - Deuxième Semaine (Brooke: Week Two)
9. Eladio - Troisième Semaine (Eladio: Week Three)
10. Colin - Troisième Semaine (Colin: Week Three)
11. Laila - Troisième Semaine (Laila: Week Three)
12. Brooke - Troisième Semaine (Brooke: Week Three)
13. Eladio - Quatrième Semaine (Eladio: Week Four)
14. Colin - Quatrième Semaine (Colin: Week Four)
15. Laila - Quatrième Semaine (Laila: Week Four)
16. Brooke - Quatrième Semaine (Brooke: Week Four)
17. Eladio - Cinquième Semaine (Eladio: Week Five)
18. Colin - Cinquième Semaine (Colin: Week Five)
19. Laila - Cinquième Semaine (Laila: Week Five)
20. Brooke - Cinquième Semaine (Brooke: Week Five)
21. Eladio - Sixième Semaine (Eladio: Week Six)
22. Colin - Sixième Semaine (Colin: Week Six)
23. Laila - Sixième Semaine (Laila: Week Six)
24. Brooke - Sixième Semaine (Brooke: Week Six)